# Gillette, Wyoming
Gillette este capitala comitatului Campbell, din statul Wyoming, SUA.